# Die kleinen Zwurze
Die kleinen Zwurze (jap. 森の陽気な小人たち ベルフィーとリビット, Mori no Yōki na Kobito-tachi: Berufi to Rirubitto, dt. „Die heiteren Zwerge des Waldes: Belfy und Lillibit“) ist eine japanische Zeichentrickserie (Anime), der 1980 vom Animationsstudio Tatsunoko Pro produziert wurde.
Die Kinderserie umfasst insgesamt 26 Episoden, die zwischen dem 7. Januar 1980 und dem 7. Juli gleichen Jahres in Japan ausgestrahlt wurden. In Deutschland wurde die erste Episode am 12. Juni 1992 auf Premiere ausgestrahlt.

## Handlung
In einem kleinen Wichteldorf im Foothill Forest leben die beiden Freunde Belfy und Lillibit. Belfy, ein witziges und törichtes Wichtelmädchen, lebt nach dem Verlust ihrer Eltern bei ihrem Onkel, der Arzt im Wichteldorf ist. Dieser ist ein offenherziger und großzügiger Arzt, der allerdings gerne trinkt, was Belfy Sorgen bereitet. Trotzdem schafft sie es, ihren Onkel stets auf den richtigen Weg zu führen. Sie ist mit Lillibit, einem lebenslustigen und sehr wissbegierigen Wichteljungen, befreundet. Dieser gerät des Öfteren mit dem Sohn des Bürgermeisters aneinander, obwohl dieser im Grunde nett ist. Gemeinsam erleben die Wichtelkinder unzählige Abenteuer, freunden sich mit den Tieren des Waldes an und lernen dabei ihre natürliche Umgebung kennen.

## Synchronisation
| Figur                                  | Japanischer Sprecher (Seiyū) | Deutscher Sprecher |
| -------------------------------------- | ---------------------------- | ------------------ |
| Belfy (Lily)                           | Yōko Asagami                 | Julia Haacke       |
| Lillibit (Willy)                       | Mayumi Tanaka                |                    |
| Napoleon                               | Sachiko Chijimatsu           |                    |
| Dokkurin (Dr. Putzmunter)              | Kaneta Kimotsuki             | Thomas Reiner      |
| Bürgermeister Meimondo                 | Minoru Nishio                | Walter Reichelt    |
| Ronji (Philosophikus, der Dorfälteste) | Ryuji Saikachi               |                    |
| Shimejiru                              |                              |                    |
| Rokku                                  | Tetsuo Mizutori              |                    |

## Episodenliste
| Nr. | Deutscher Titel                     | Originaltitel                                                 |
| --- | ----------------------------------- | ------------------------------------------------------------- |
| 1   | Frühlingsfest bei den Waldkindern   | Mori no kodomo matsuri (森のこどもまつり)                     |
| 2   | Ich will ein Doktor werden          | Berufi no ie wa oisha-san (ベルフィーの家はお医者さん)        |
| 3   | Kein Wasser für die Mühle           | Rirubitto suisha o mawase (リルビット 水車をまわせ)           |
| 4   | Der Regenbogen-Leuchtkäfer          | Berufi nana-iro hotaru o mamore (ベルフィー 七色ホタルを守れ) |
| 5   | Die Bürgermeisterwahl               | Hitoribotchi no Napo (一人ぼっちのナポ)                       |
| 6   | Einsame alte Hexe                   | Bukimi mori no majo (ブキミ森の魔女)                          |
| 7   | Erdbeeren im Schnee                 | Ai no fuyu ichigo (愛の冬いちご)                              |
| 8   | Die geheimnisvolle Schneefrau       | Yuki-onna ga yonde iru (雪女が呼んでいる)                     |
| 9   | Der kleine Waschbär                 | Araiguma o sukue (アライグマを救え)                           |
| 10  | Wer webt das schönste Kleid?        | Kiiroi yukiwariso (黄色い雪割草)                              |
| 11  | Das Bärenbaby                       | Haru no okyaku-san (春のお客さん)                             |
| 12  | Sterngucker                         | Kokoro ga kayou oyako boshi (心が通う親子星)                  |
| 13  | Wer macht den besten Honig?         | Hana no carnival (花のカーニバル)                             |
| 14  | Wo komme ich her?                   | Arashi no naka no ubu go e (嵐の中のうぶごえ)                 |
| 15  | Geheimnisvolles Monument            | Shinden no himitsu (神殿の秘密)                               |
| 16  | Das kranke Eichhörnchen             | Risu no kanja-san (リスの患者さん)                            |
| 17  | Geheimnisvolles Licht im Steinbruch | Akai hikari no densetsu (赤い光の伝説)                        |
| 18  | Pferdefreundschaft                  | Yōwamushi kouma no bouken (弱虫子馬の冒険)                    |
| 19  | Überraschungsei                     | Mayoikonda tamago (まよいこんだ卵)                            |
| 20  | Gefährliche Floßfahrt – Teil 1      | Aoi umi o mezase (青い海をめざせ)                             |
| 21  | Gefährliche Floßfahrt – Teil 2      | Hajimete no umi (はじめての海)                                |
| 22  | Ein wundersamer Regenbogen          | Niji no tabibito-tachi (虹の旅人たち)                         |
| 23  | Der verlorene Freund                | Mori no jishin (森の地震)                                     |
| 24  | Rettet den Blumengarten             | Omoide no hanazono (思い出の花園)                             |
| 25  | Endlich daheim                      | Maboroshi no Fanitto (幻のファニット)                         |
| 26  | Das große Erdbeben                  | Fanitto no asa (ファニットの朝)                               |